# Christian Wegner
Max Christian Wegner (* 9. September 1893 in Hamburg; † 14. Januar 1965 ebenda) war ein Hamburger Verleger.

## Leben
Christian Wegner besuchte bis zum Abitur 1912 das Johanneum in Hamburg und begann seine Buchhandelsausbildung im Sortiment Johs. Storm in Bremen. Im Ersten Weltkrieg wechselte Wegner als Leutnant der Reserve erst im Jahr 1917 von der Artillerie zur kaiserlichen Fliegertruppe. Als Flugzeugführer und Artillerie-Beobachter erhielt er 1918 das Abzeichen für Beobachtungsoffiziere, das Eiserne Kreuz I. und II. Klasse und das Hamburger Hanseatenkreuz und nach über 105 Feindflügen im August 1918 das Ritterkreuz des Königlichen Hausordens von Hohenzollern mit Schwertern. Bei einem Luftkampf wurde er verwundet.
Nach der Lehrzeit als Sortimentsbuchhändler und begonnenem literaturhistorischem Studium an der Universität Leipzig (1914–1919) stieg er bei seinem Onkel Anton Kippenberg in den 1920er Jahren zum Prokuristen des Insel Verlages auf, wo er vornehmlich für die Insel-Bücherei zuständig war. Ab 1930 wechselte er für kurze Zeit als Geschäftsführer zum Leipziger Bernhard Tauchnitz Verlag.
Zusammen mit John Holroyd-Reece leitete Wegner ab 1932 als Direktor den von ihnen gegründeten Albatross Verlag von Paris aus. Die Auslieferung besorgte Kurt Enoch in Hamburg. Die Firma „The Albatross Verlag Hamburg GmbH“ war seit November 1931 im Handelsregister Leipzig eingetragen und druckte bei Oscar Brandstetter in Leipzig die ersten modernen Taschenbücher (Paperback) für den Massenmarkt in der Originalsprache für eine weltweite Auslieferung. Albatross gelang es schnell, prominente Autoren wie Aldous Huxley, James Joyce, D. H. Lawrence, Sinclair Lewis, Thornton Wilder und Virginia Woolf für sich zu gewinnen und in großen Zahlen herauszugeben. Die Albatross Books gelten als die ersten modernen paperback books für den Massenmarkt: produziert im Goldenen Schnitt (181 × 111 mm) in Sans-Serif und die jeweiligen Literaturgattungen durch Farben gekennzeichnet. Allen Lane übernahm später das erfolgreiche Konzept für die Penguin Books, Kurt Enoch in den USA mit den Montor Books und Wegner selbst nach dem Krieg für das moderne Fischer-Taschenbuch.
Mit der in seiner Heimatstadt 1932 gegründeten verlagseigenen Odyssey Press gab Wegner die in England vorerst noch nicht zum Verkauf freigegebenen Autoren wie James Joyce (Ulysses, 1932) und D. H. Lawrence (Lady Chatterley, 1933) in englischer Sprache heraus. Nach seinem Ausscheiden bei Albatross kehrte Wegner 1936 nach Hamburg zurück und übernahm das Grossohaus „Oscar Enoch“ und den „Verlag der Gebrüder Enoch“, die er ab 1939 in „Grossohaus Wegner“ umbenannte bzw. in den „Christian Wegner Verlag“ (ab 1936) überführte. Kurt Enoch musste aufgrund seiner jüdischen Abstammung in die USA emigrieren und verkaufte die Firmen an Wegner, der ihm den Neustart in Amerika mit englischen Buchbeständen in sechsstelliger Anzahl ermöglichte. Wegner übernahm als Autor Hans Leip, neu dazu kamen Vita Sackville-West und Jakob Johann von Uexküll und andere.
Im Zweiten Weltkrieg wurde Wegner, bereits zum Major befördert, als Kommandeur einer Transporteinheit aufgrund anti-nationalsozialistischer Äußerungen wegen Wehrkraftzersetzung im November 1943 vom Feldkriegsgericht des Kommandeurs der 16. Flak-Division in Brüssel zu vier Jahren Gefängnis verurteilt, degradiert und schließlich  zu Festungshaft begnadigt. Nach zehn Monaten im Militärgefängnis in Germersheim wurde er auf eigenen Wunsch als einfacher Soldat „zur Bewährung“ an die Ostfront verbracht und in Königsberg eingesetzt. Ihm gelang zum Kriegsende unversehrt die Rückkehr über die Ostsee nach Kiel.
Nach dem Krieg war Wegner mit Axel Springer und anderen einer der Ersten, die 1945 eine Verlagslizenz in Hamburg erhielten. 1948 begann er mit der Herausgabe der von Erich Trunz kommentierten Hamburger Ausgabe der Werke Johann Wolfgang von Goethes in 14 Bänden und edierte neu die Werke Friedrich Hölderlins, Georg Büchners und Heinrich von Kleists. Es folgten Pierre La Mures Roman Moulin Rouge, Neuauflagen der Tiergeschichten von Manfred Kyber sowie Bücher von Richard Benz, Rudolf Goldschmit-Jentner, Heinrich Eduard Jacob oder Elsa Sophia von Kamphoevener und Bildbände zum Beispiel der Fotografin Rosemarie Clausen. Wegner war Mitbegründer der Fischer-Taschenbücherei, deren preisgünstige und erfolgreiche Taschenbücher er ab 1952 zusammen mit dem S. Fischer Verlag herausgab.
Wegner war zu Beginn der 1950er Jahre einige Jahre lang Vorsitzender des Verleger-Ausschusses im Börsenverein des Deutschen Buchhandels. In dieser Eigenschaft organisierte er zahlreiche Buchausstellungen im Ausland und 1953 Thomas Manns Rückkehr nach Hamburg und in dessen Heimatstadt Lübeck. Außerdem engagierte er sich für die Hamburger Kulturdeputation, im Aufsichtsrat des Thalia Theaters und im Beirat der Hamburger Bücherhallen.
Christian Wegner war viermal verheiratet und hatte insgesamt sieben Kinder, darunter den Autor und Verleger Matthias Wegner, den Verleger Christian Strasser und den Politiker Markus E. Wegner.

## Auszeichnungen
- 1963: Medaille für Kunst und Wissenschaft der Freien und Hansestadt Hamburg.

## Besondere verlegerische Leistungen
- Herausgabe erster moderner Taschenbuch-Reihen mit Albatross und später Fischer-Taschenbuch
- Goethes Werke: Hamburger Ausgabe in 14 Bänden, hrsg. v. Erich Trunz, 1948–1960, dazu Registerband 1964
- Georg Büchner: Sämtliche Werke und Briefe. Historisch-kritische Ausgabe mit Kommentar. Hrsg. von Werner R. Lehmann. 1) Dichtungen und Übersetzungen. 2) Vermischte Schriften und Briefe. 3) Textkritische Noten. Prolegomena zur Hamburger Büchner-Ausgabe. 1967–1971